# 尖尾鏟吻油鯰
尖尾鏟吻油鯰，為輻鰭魚綱鯰形目長鬚鯰科的其中一種，分布於南美洲馬拉開波湖、馬格達萊納河及Sinu河等流域，體長可達80公分，棲息在河川底層水域，屬肉食性，生活習性不明。

## 擴展閱讀
維基物種上的相關：尖尾鏟吻油鯰